# Returnal
Returnal（リターナル）は、フィンランドのゲーム制作会社Housemarqueによって開発され、ソニー・インタラクティブエンタテインメントによって販売された、サードパーソンシューティング型のローグライクゲーム。
2021年4月30日に、PlayStation 5向けにリリースされた。PlayStation 5独占タイトルとして、4年という長い製作期間をかけて開発された。「The Game Awards」「英国アカデミー賞」など、多数のアワードを受賞した。PC版も2023年2月16日に発売された。

## ゲームシステム
未知の惑星に不時着した、主人公の女性科学者 セレーネの活躍が描かれる。かつては高度な科学が発展していたと思われる無人の惑星で、モンスター達が徘徊する古代文明の遺跡を舞台に、プレイヤーは敵を倒しながらも謎を解いていくことになる。
ストーリー進行的に大きく2つのカテゴリーに分かれており、主人公が移動できるエリアが６つ存在する。
移動においては、主人公にはダッシュ能力があり、ダッシュ中にはダメージを受けない。ステージを進むごとに装備が手に入り、高い所へフックを使用して移動できたり、水中などを移動できたりなどが可能となっていく。
ピストルやライフルなど、さまざまな武器を見つけて使用することができる。各武器は、敵を倒していくと固有のタレントが解放される。主人公にはさらに、敵を攻撃したり、バリアを破壊したりするために使用できる近接武器が用意されている。

### 特徴
本作の最大の特徴は、攻略ステージがランダムに生成されるローグライクゲームであることである。プレイヤーが死亡するたびにマップが自動生成されるため、飽きることなくプレイすることが可能となっている。
また、一般的なローグライクゲームと同様、死亡すると一部の装備やアイテムなどを除いて、すべての拾得したアイテムを失ってスタート地点に戻されるが、それに科学的な意味づけがされている。

### オンライン協力プレイ
2022年3月22日に配信された大型アップデートによって、オンライン協力型マルチプレイヤーが導入され、最大2人のプレイヤーがキャンペーンゲームで一緒にプレイすることが出来るようになった。

### シシュポスの巨塔
大型アップデートで追加されたエンドレスコンテンツ。ギリシャ神話に登場するシシュポスのように、終わりのない巨塔を敵を倒しながら上がり、他のプレイヤーとスコアを競うことができる。新しいボスやアイテムが発見可能となり、また新しいストーリーも追加されているため、セレーネの謎めいた過去や終わりのないループを抜け出すカギが隠されている。

## あらすじ
アストラ社の宇宙飛行士でもある科学者の女性 セレーネは、任務の最中に、謎の信号を発信していた立入禁止に指定されている無人惑星『アトロポス』を探索しようと降下したところ、小型艇が故障して不時着してしまう。アストラと連絡が取れない中、セレーネは周囲の探索を開始する。
謎の信号「白い影」を追跡中、パイロットの亡骸を発見するがそれは「自分自身の亡骸」だった。驚きを隠せないセレーネだったが、生き残るために遺跡の探索を行うと、『亡骸の自分』が残したと思われる音声ログを発見する。その後、襲いかかってくるモンスター生命体に遭遇したセレーネは、銃で交戦するものの命を落としてしまう。
だが、時間が巻き戻る感覚と共に目を覚ましたセレーネは、スタート地点である宇宙船が不時着した場所にまで戻されており、先ほどまでの記憶はそのまま残っていた。最初はデジャブかと感じていたセレーネだったが、遺跡を探索して『亡骸の自分』が残した音声ログを調べ、何度かの死と復活を繰り返していくうちに、やがてこの星には「死」という概念が存在せず、何らかの影響でループしていることを確信するようになる。
セレーネが死亡するたびに世界の姿が変化し、使える装備も変わっていくため、ループごとに装備の組み合わせや最適な戦略を考えながら、セレーネは生き残る術を身につけていく。はたしてセレーネは、この不可思議な「生と死のループ」から逃れて、惑星アトロポスから生還する方法を見つけ出すことができるのか？

## 売上と評価
本作は、日本での発売開始から1週間で6,573本のをディスク版を販売し、日本国内で15番目に売れたゲームになった。英国でのディスク版の販売では、第1位を記録した。2021年7月18日の時点で、累計56万本以上の売上を記録した。

### アワード
| 年   | アワード                                   | カテゴリー                                                | 結果       |
| ---- | ------------------------------------------ | --------------------------------------------------------- | ---------- |
| 2021 | ゴールデンジョイスティックアワード         | Best Audio                                                | ノミネート |
| 2021 | ゴールデンジョイスティックアワード         | PlayStation Game of the Year                              | ノミネート |
| 2021 | The Game Awards                            | Best Audio Design                                         | ノミネート |
| 2021 | The Game Awards                            | Best Action Game                                          | 受賞       |
| 2021 | The Game Awards                            | Best Game Direction                                       | ノミネート |
| 2022 | Visual Effects Society Awards              | Outstanding Visual Effects in a Real-Time Project         | ノミネート |
| 2022 | ゲーム・デベロッパーズ・チョイス・アワード | Best Audio                                                | ノミネート |
| 2022 | ゲーム・デベロッパーズ・チョイス・アワード | Best Technology                                           | ノミネート |
| 2022 | 25th Annual D.I.C.E. Awards                | Outstanding Achievement in Original Music Composition     | 受賞       |
| 2022 | 25th Annual D.I.C.E. Awards                | Outstanding Achievement in Audio Design                   | 受賞       |
| 2022 | 25th Annual D.I.C.E. Awards                | Outstanding Technical Achievement                         | ノミネート |
| 2022 | 25th Annual D.I.C.E. Awards                | Action Game of the Year                                   | ノミネート |
| 2022 | 25th Annual D.I.C.E. Awards                | Game of the Year                                          | ノミネート |
| 2022 | 第18回 英国アカデミー賞                    | Best Game                                                 | 受賞       |
| 2022 | 第18回 英国アカデミー賞                    | Artistic Achievement                                      | ノミネート |
| 2022 | 第18回 英国アカデミー賞                    | Audio Achievement                                         | 受賞       |
| 2022 | 第18回 英国アカデミー賞                    | Game Design                                               | ノミネート |
| 2022 | 第18回 英国アカデミー賞                    | Music                                                     | 受賞       |
| 2022 | 第18回 英国アカデミー賞                    | Narrative                                                 | ノミネート |
| 2022 | 第18回 英国アカデミー賞                    | Original Property                                         | ノミネート |
| 2022 | 第18回 英国アカデミー賞                    | Technical Achievement                                     | ノミネート |
| 2022 | 第18回 英国アカデミー賞                    | Performer in a Leading Role (Jane Perry as Selene Vassos) | 受賞       |